# Честное использование
Че́стное испо́льзование (англ. fair dealing) — положение в законе об охране авторских прав, создающее некоторые ограничения из исключительного права, используемое во многих юрисдикциях общего права Содружества наций.
Честное использование — набор положений против нарушения исключительного права. В отличие от сходной доктрины США под названием «добросовестное использование» (англ. fair use), честное использование не может применяться к любому правовому акту, не подпадающему под одну из категорий честного использования. На практике суд общей юрисдикции может вынести решение о том, что действия носят коммерческий характер (хотя их пытались представить как одну из категорий), в то время как американская концепция добросовестного использования более гибкая и может рассмотреть многие действия как вполне законные.

## Честное использование в разных странах

### Австралия
В Австралии основанием честного использования может стать:
- Исследование и обучение[1]
- Обзоры и критика[2]
- Сообщение новостей[3]
- Судопроизводство или профессиональный совет[4]
- Пародия или сатира (с некоторыми исключениями)[5]

### Индия
Честное использование какой-либо работы (за исключением компьютерных программ) допускается в Индии для:
- для частного или личного пользования, в том числе научных исследований[6]
- для критики или отзывов[7]
- для сообщений о текущих событиях и текущих делах, в том числе отчётов о публичных лекциях[8]

Термин «честное использование» не определён нигде в индийском законе об авторском праве. Тем не менее данное понятие неоднократно обсуждалось в числе решений Верховного Суда Индии в судебном процессе Академии общего образования против B. Malini Mallya (2009) и в решении Верховного суда Кералы в процессе Civic Chandran против Ammini Amma.

### Великобритания
Британское законодательство утверждает, что человек не нарушает авторских прав, если использует произведение с целью:
- некоммерческого исследования или индивидуального образования;
- критики или обзора;
- сообщения о текущих событиях;
- иллюстрации для инструкции, цитат, пародий, карикатур или стилизации.